# Championnat du Venezuela de football 2025
Navigation
Primera División 2024 Primera División 2026
La saison 2025 de Primera División 1 est la 69e édition du Championnat du Venezuela de football de première division, connu sous le nom de « Liga FUTVE 2025 » pour des raisons de sponsoring.
Cette édition compte 14 équipes, les 12 meilleures de la saison précédente et 2 clubs de l'édition précédente de la Segunda División, le Yaracuyanos FC et l'Anzoátegui FC.

## Règlement
La Primera División 2025 est composée de quatorze clubs qui s'affrontent lors de deux tournois, l'Apertura et le Clausura. Lors de chaque tournoi, les équipes s'affrontent à une seule reprise selon un tirage réalisé en début d'année, ceux accueillant lors de l'Apertura se déplacent lors du Clausura. Les huit premiers de ces tournois se qualifient pour la deuxième phase composée de deux groupes de 4 équipes qui s'affrontent à deux reprises. Les deux premier de chaque groupe s'affrontent pour définir le vainqueur du tournoi qui se qualie pour la grande finale opposant les deux vainqueurs de tournois. Si les deux tournois sont remportés par le même club, alors il est sacré champion.
À la fin de la compétition, le champion et le premier club du classement cumulé de la saison se qualifient pour la phase de groupe de la Copa Libertadores 2026 alors que le vice-champion et deuxième du classement cumulé se qualifient pour la phase préliminaire de la même compétition. Les deux clubs suivants au classement général ainsi que les deux finalistes des tournois se qualifient pour la Copa Sudamericana 2026 alors que le dernier de ce classement est relégué en Segunda División l'année suivante.

## Participants
L'édition 2025 est la 2e édition à quatorze équipes, les deux promus de Segunda División 2024 sont le Yaracuyanos FC et l'Anzoátegui FC. Ces deux clubs remplacent le Internacional de Barinas qui a terminé dernier de la saisons précédente et l'Angostura FC qui a été rétrogradé pour des raisons financières.
| Club                     | Ville          | Entraîneur            | Stade                         | Capacité | Classement 2024        |
| ------------------------ | -------------- | --------------------- | ----------------------------- | -------- | ---------------------- |
| Deportivo Táchira FC     | San Cristóbal  | Edgar Pérez Greco     | Polideportivo de Pueblo Nuevo | 38 755   | 1er                    |
| Universidad Central VFC  | Caracas        | Daniel Sasso          | Olímpico de la UCV            | 20 900   | 2e                     |
| Monagas SC               | Maturín        | Jhonny Ferreira       | Monumental de Maturín         | 51 796   | 3e                     |
| Carabobo FC              | Valencia       | Diego Merino          | Polideportivo Misael Delgado  | 10 400   | 4e                     |
| Deportivo La Guaira      | Caracas        | Juan Domingo Tolisano | Olímpico de la UCV            | 20 900   | 5e                     |
| Metropolitanos FC        | Caracas        | Roland Marcenaro      | Olímpico de la UCV            | 20 900   | 6e                     |
| Academia Puerto Cabello  | Puerto Cabello | Vasco Faísca          | Complejo Deportivo Socialista | 6 000    | 7e                     |
| Caracas FC               | Caracas        | Fernando Aristeguieta | Estadio Brígido Iriarte       | 10 000   | 8e                     |
| Portuguesa FC            | Araure         | Giancarlo Maldonado   | José Antonio Páez             | 14 000   | 9e                     |
| Estudiantes de Mérida FC | Mérida         | Daniel Farías         | Metropolitano de Mérida       | 42 200   | 10e                    |
| Deportivo Rayo Zuliano   | Maracaibo      | Javier Villafráz      | José Encarnación Romero       | 40 800   | 11e                    |
| Zamora FC                | Barinas        | José María Morr       | Agustín Tovar                 | 25 500   | 13e                    |
| Yaracuyanos FC           | San Felipe     | Dayron Pérez          | Florentino Oropeza            | 12 000   | 1er (Segunda División) |
| Anzoátegui FC            | Puerto La Cruz | Leo González          | José Antonio Anzoátegui       | 37 485   | 2e (Segunda División)  |

Légende des couleurs
- Phase de groupe de la Copa Libertadores 2025
- Tour préliminaire de la Copa Libertadores 2025
- Phase de groupe de la Copa Sudamericana 2025
- Promu de Segunda División 2024

## Compétition

### Tournoi Apertura

#### Phase principale Apertura
| Rang | Équipe                   | Pts | J  | G | N | P | Bp | Bc | Diff |
| ---- | ------------------------ | --- | -- | - | - | - | -- | -- | ---- |
| 1    | Deportivo La Guaira      | 26  | 13 | 7 | 5 | 1 | 20 | 11 | +9   |
| 2    | Carabobo FC              | 26  | 13 | 7 | 5 | 1 | 13 | 7  | +6   |
| 3    | Universidad Central VFC  | 25  | 13 | 7 | 4 | 2 | 15 | 9  | +6   |
| 4    | Deportivo Táchira FC T   | 23  | 13 | 6 | 5 | 2 | 19 | 10 | +9   |
| 5    | Academia Puerto Cabello  | 21  | 13 | 6 | 3 | 4 | 14 | 10 | +4   |
| 6    | Anzoátegui FC P          | 20  | 13 | 5 | 5 | 3 | 17 | 12 | +5   |
| 7    | Portuguesa FC            | 18  | 13 | 5 | 3 | 5 | 14 | 14 | 0    |
| 8    | Metropolitanos FC        | 16  | 13 | 4 | 4 | 5 | 17 | 18 | -1   |
| 9    | Caracas FC               | 16  | 13 | 4 | 4 | 5 | 12 | 15 | -3   |
| 10   | Monagas SC               | 15  | 13 | 4 | 3 | 6 | 17 | 21 | -4   |
| 11   | Deportivo Rayo Zuliano   | 14  | 13 | 4 | 2 | 7 | 13 | 17 | -4   |
| 12   | Estudiantes de Mérida FC | 10  | 13 | 3 | 1 | 9 | 15 | 23 | -8   |
| 13   | Zamora FC                | 9   | 13 | 2 | 3 | 8 | 10 | 17 | -7   |
| 14   | Yaracuyanos FC P         | 8   | 13 | 1 | 5 | 7 | 12 | 24 | -12  |

| Légende : Qualifications et relégations | Légende : Qualifications et relégations                                                        |
| --------------------------------------- | ---------------------------------------------------------------------------------------------- |
|                                         | Qualifié pour la seconde phase                                                                 |
|                                         | T : Tenant du titre P : Promus de Segunda División C : Vainqueur de la Coupe du Venezuela 2025 |

#### Seconde phase Apertura
| Rang | Équipe                  | Pts | J | G | N | P | Bp | Bc | Diff |
| ---- | ----------------------- | --- | - | - | - | - | -- | -- | ---- |
| 1    | Universidad Central VFC | 12  | 6 | 3 | 3 | 0 | 15 | 11 | +4   |
| 2    | Deportivo La Guaira     | 10  | 6 | 3 | 1 | 2 | 10 | 7  | +3   |
| 3    | Portuguesa FC           | 4   | 6 | 0 | 4 | 2 | 6  | 9  | -3   |
| 4    | Anzoátegui FC P         | 4   | 6 | 0 | 4 | 2 | 8  | 12 | -4   |

| Rang | Équipe                  | Pts | J | G | N | P | Bp | Bc | Diff |
| ---- | ----------------------- | --- | - | - | - | - | -- | -- | ---- |
| 1    | Deportivo Táchira FC T  | 15  | 6 | 5 | 0 | 1 | 11 | 5  | +6   |
| 2    | Carabobo FC             | 8   | 6 | 2 | 2 | 2 | 10 | 9  | +1   |
| 3    | Metropolitanos FC       | 6   | 6 | 1 | 3 | 2 | 7  | 9  | -2   |
| 4    | Academia Puerto Cabello | 3   | 6 | 0 | 3 | 3 | 4  | 9  | -5   |

#### Finale Apertura
| Équipe                  | Score | Équipe               |
| ----------------------- | ----- | -------------------- |
| Universidad Central VFC | 1 - 0 | Deportivo Táchira FC |

### Tournoi Clausura

#### Phase principale Clausura
| Rang | Équipe                   | Pts | J | G | N | P | Bp | Bc | Diff |
| ---- | ------------------------ | --- | - | - | - | - | -- | -- | ---- |
| 1    | Deportivo La Guaira      | 18  | 7 | 6 | 0 | 1 | 18 | 5  | +13  |
| 2    | Deportivo Táchira FC T   | 14  | 7 | 4 | 2 | 1 | 10 | 7  | +3   |
| 3    | Carabobo FC              | 14  | 7 | 4 | 2 | 1 | 7  | 4  | +3   |
| 4    | Caracas FC               | 13  | 7 | 4 | 1 | 2 | 9  | 8  | +1   |
| 5    | Universidad Central VFC  | 11  | 7 | 3 | 2 | 2 | 9  | 6  | +3   |
| 6    | Monagas SC               | 11  | 7 | 3 | 2 | 2 | 7  | 6  | +1   |
| 7    | Academia Puerto Cabello  | 10  | 7 | 2 | 4 | 1 | 9  | 7  | +2   |
| 8    | Estudiantes de Mérida FC | 10  | 7 | 3 | 1 | 3 | 6  | 6  | 0    |
| 9    | Zamora FC                | 10  | 7 | 3 | 1 | 3 | 5  | 7  | -2   |
| 10   | Deportivo Rayo Zuliano   | 10  | 7 | 3 | 1 | 3 | 7  | 10 | -3   |
| 11   | Anzoátegui FC P          | 6   | 7 | 2 | 0 | 5 | 4  | 9  | -5   |
| 12   | Metropolitanos FC        | 5   | 7 | 1 | 2 | 4 | 8  | 12 | -4   |
| 13   | Yaracuyanos FC P         | 1   | 7 | 0 | 1 | 6 | 4  | 10 | -6   |
| 14   | Portuguesa FC,           | 1-3 | 7 | 1 | 1 | 5 | 3  | 9  | -6   |

| Légende : Qualifications et relégations | Légende : Qualifications et relégations                                                        |
| --------------------------------------- | ---------------------------------------------------------------------------------------------- |
|                                         | Qualifié pour la seconde phase                                                                 |
|                                         | T : Tenant du titre P : Promus de Segunda División C : Vainqueur de la Coupe du Venezuela 2025 |

#### Seconde phase Clausura
| Rang | Équipe | Pts | J | G | N | P | Bp | Bc | Diff |
| ---- | ------ | --- | - | - | - | - | -- | -- | ---- |
| 1    |        | 0   | 0 | 0 | 0 | 0 | 0  | 0  | 0    |
| 2    |        | 0   | 0 | 0 | 0 | 0 | 0  | 0  | 0    |
| 3    |        | 0   | 0 | 0 | 0 | 0 | 0  | 0  | 0    |
| 4    |        | 0   | 0 | 0 | 0 | 0 | 0  | 0  | 0    |

| Rang | Équipe | Pts | J | G | N | P | Bp | Bc | Diff |
| ---- | ------ | --- | - | - | - | - | -- | -- | ---- |
| 1    |        | 0   | 0 | 0 | 0 | 0 | 0  | 0  | 0    |
| 2    |        | 0   | 0 | 0 | 0 | 0 | 0  | 0  | 0    |
| 3    |        | 0   | 0 | 0 | 0 | 0 | 0  | 0  | 0    |
| 4    |        | 0   | 0 | 0 | 0 | 0 | 0  | 0  | 0    |

#### Finale Clausura
| Équipe | Score | Équipe |
| ------ | ----- | ------ |
|        | -     |        |

### Grande Finale
| Équipe                  | Score | Équipe |
| ----------------------- | ----- | ------ |
| Universidad Central VFC | -     |        |

### Classement cumulé de la saison 2025
| Rang | Équipe                   | Pts  | J  | G  | N | P  | Bp | Bc | Diff |
| ---- | ------------------------ | ---- | -- | -- | - | -- | -- | -- | ---- |
| 1    | Deportivo La Guaira      | 44   | 20 | 13 | 5 | 2  | 38 | 16 | +22  |
| 2    | Carabobo FC              | 40   | 20 | 11 | 7 | 2  | 20 | 11 | +9   |
| 3    | Deportivo Táchira FC T   | 37   | 20 | 10 | 7 | 3  | 29 | 17 | +12  |
| 4    | Universidad Central VFC  | 36   | 20 | 10 | 6 | 4  | 24 | 15 | +9   |
| 5    | Academia Puerto Cabello  | 31   | 20 | 8  | 7 | 5  | 23 | 17 | +6   |
| 6    | Caracas FC               | 29   | 20 | 8  | 5 | 7  | 21 | 23 | -2   |
| 7    | Anzoátegui FC P          | 26   | 20 | 7  | 5 | 8  | 21 | 21 | 0    |
| 8    | Monagas SC               | 26   | 20 | 7  | 5 | 8  | 24 | 27 | -3   |
| 9    | Deportivo Rayo Zuliano   | 24   | 20 | 7  | 3 | 10 | 20 | 27 | -7   |
| 10   | Metropolitanos FC        | 21   | 20 | 5  | 6 | 9  | 25 | 30 | -5   |
| 11   | Estudiantes de Mérida FC | 20   | 20 | 6  | 2 | 12 | 21 | 29 | -8   |
| 12   | Portuguesa FC,           | 19-3 | 20 | 6  | 4 | 10 | 17 | 23 | -6   |
| 13   | Zamora FC                | 19   | 20 | 5  | 4 | 11 | 15 | 24 | -9   |
| 14   | Yaracuyanos FC P         | 9    | 20 | 1  | 6 | 13 | 16 | 34 | -18  |

| Légende : Qualifications et relégations | Légende : Qualifications et relégations                                                        |
| --------------------------------------- | ---------------------------------------------------------------------------------------------- |
|                                         | Qualification pour la phase de groupe de la Copa Libertadores 2026                             |
|                                         | Qualification pour le tour préliminaire de la Copa Libertadores 2026                           |
|                                         | Qualification pour le tour préliminaire de la Copa Sudamericana 2026                           |
|                                         | Relégation en Segunda División                                                                 |
|                                         | T : Tenant du titre P : Promus de Segunda División C : Vainqueur de la Coupe du Venezuela 2025 |

## Bilan de la saison
| Championnat du Venezuela de football 2025 |                         |
| Champion                                  |                         |
| Coupes et trophées                        |                         |
| Vainqueur de la Coupe du Venezuela 2025   | 0                       |
| Qualifications continentales              |                         |
| Copa Libertadores                         | Universidad Central VFC |
| Copa Sudamericana                         | Deportivo Táchira FC    |
| Promotions et relégations                 |                         |
| Promus en Primera División                |                         |
| Relégués en Segunda División              |                         |